# Ducado de Bielsko

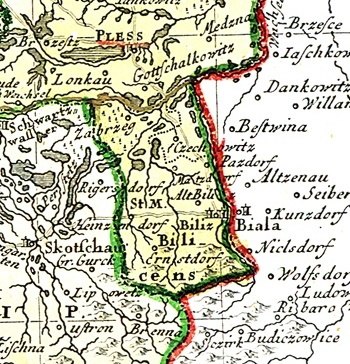
Mapa del condado en 1746.

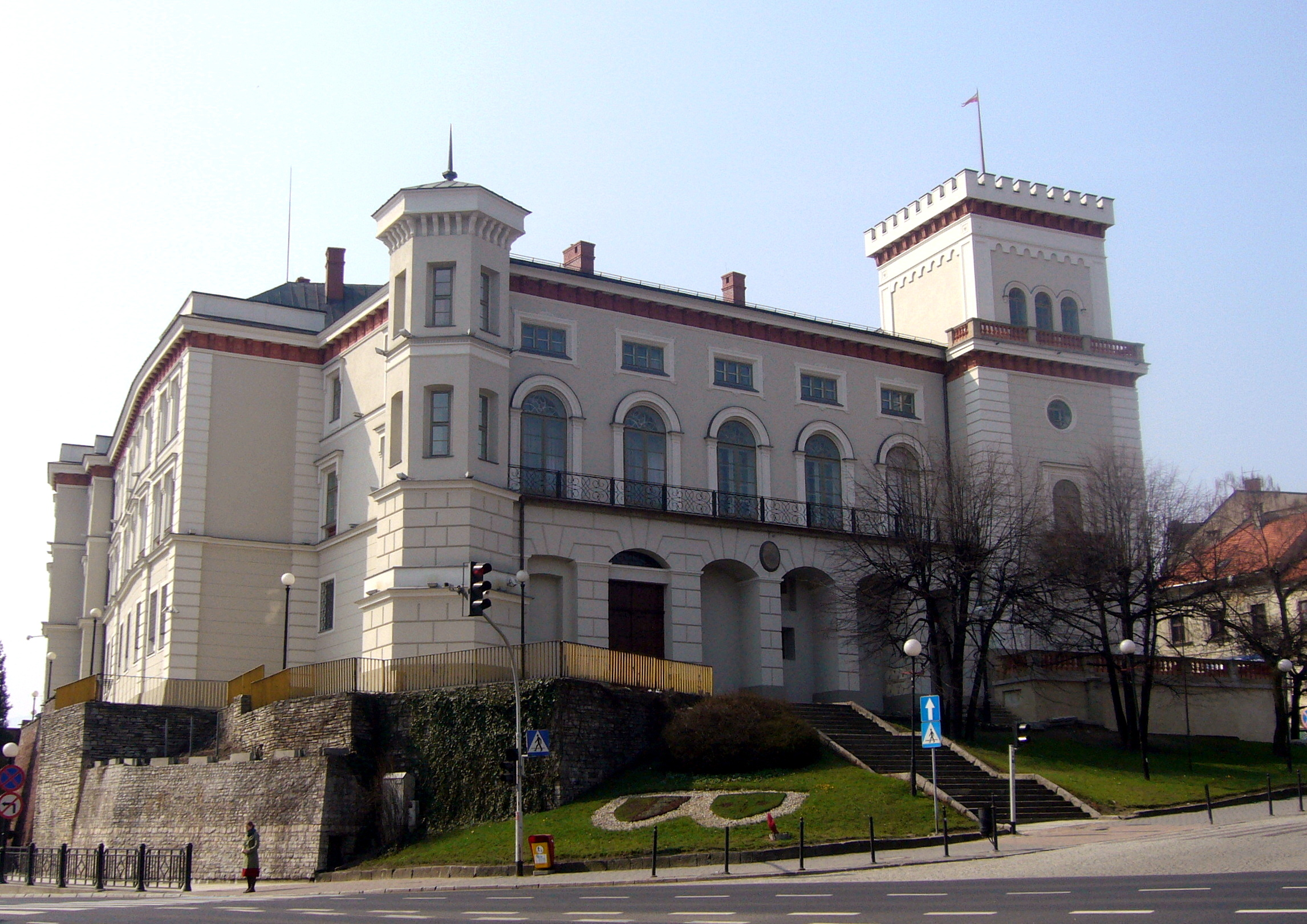
Palacio de los duques de Bielsko (Bielitz).

El Ducado de Bielsko (en alemán: freie Standesherrschaft Bielitz, Fürstentum Bielitz, Herzogtum Bielitz, en latín: status minores Bilicensis, status maiores Bilicensis, ducatus Bilicensis, en polaco: księstwo bielskie,en checo: Bílské knížectví) era uno de los ducados de Silesia. Su capital era la ciudad de Bielsko.
Fue creado en 1572 a partir del ducado de Cieszyn como vasallo de Bohemia vendido por Wenceslao III Adán de Cieszyn a Carlos de Promnitz. Poco después, en 1582 fue vendido a Adán Schaffgotsch, pero diez años más tarde fue vendido nuevamente a la familia Sunnegh. Ellos  en 1724 vendieron el territorio estatal a Enrique de Salm. En 1743 pasó como condado a propiedad del Conde Friedrich Wilhelm von Haugwitz y en 1751 su estatus cambió a estatus mayor, de tal modo que podía enviar diputados a la Asamblea Silesia. 
En 1752, el Territorio Estatal (estatus mayor) de Bielsko fue adquirido por Aleksander Józef Sulkowski. En ese mismo año, fue cambiado su estatuto correspondiente a un pequeño principado (Fürstentum). El 2 de noviembre de 1754, la reina María Teresa de Austria creó el Principado de Bielsko (Herzogtum Bielitz). Los siguientes dueños del Principado de Bielsko tuvieron derecho al uso del título de Duque (Herzog), en cuyo tiempo el resto de miembros de la familia se contaban entre la nobleza de menor estatus como Príncipes (Fürst).
El Principado fue hasta 1849 un principado autónomo en la Silesia austríaca. Después de la división de 1920 de la Silesia de Cieszyn entre Polonia y Checoslovaquia pasó a formar parte de Polonia.